# 地区運動会
地区運動会（ちくうんどうかい）とは、地域で行われる運動会のこと。学校がかかわっている場合がある。
実施される時期は、春または、秋などにある。なかには、学校の運動会、地区運動会で子供たちは、一年に2回することもある。また、別のよびかたでは、町内運動会や学区運動会と呼ばれることもある。